# Araneus macleayi
Araneus macleayi là một loài nhện trong họ Araneidae.
Loài này thuộc chi Araneus. Araneus macleayi được miêu tả năm 1876 bởi Bradley.